# جین یه سول
جین یه سول (انگلیسی: Jin Ye-sol؛ زادهٔ ۲۴ سپتامبر ۱۹۸۵) بازیگر اهل کره جنوبی است. وی از سال ۲۰۰۹ میلادی تاکنون مشغول فعالیت بوده‌است.